# El somni de la dona del pescador
El somni de la dona del pescador (蛸と海女, Tako to ama) és una xilografia eròtica del gènere ukiyo-e de l'àlbum Kinoe no komatsu (喜能会之故真通), realitzada l'any 1814 per l'artista japonès Hokusai.

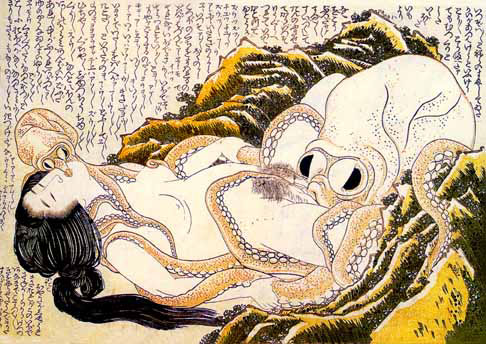
El somni de la dona del pescador, xilografia dissenyada per Hokusai 1814

L'obra representa una versió paròdica de la llegenda de Taishokan, representada durant el segle xviii per artistes com Katsukawa Shunshô, Katsukawa Shunchô o Kitao Shigemasa. Hokusai es va basar en aquestes versions eròtiques i paròdiques anteriors per aconseguir aquesta imatge, en què es representa una dona entrelligada sexualment per un parell de pops, el més petit dels quals envolta amb un dels seus tentacles el mugró de la dona i la besa, mentre el més gran li fa un cunnilingus (o s'hi aparella de l'única manera que pot).
Hokusai va crear El somni de la dona del pescador durat el període Edo, quan el xintoisme estava experimentant una renaixença; això va influenciar l'animisme de l'obra i la juganera actitud envers la sexualitat. És un celebrat exemple de shunga i ha estat replantejat per molts artistes japonesos ja des del segle xviii. Es poden trobar diversos exemples similars en els netsuke japonesos, petites escultures tallades d'uns pocs centímetres d'alçada i sovint força elaborades. Igualment, gràcies al fenomen del japonisme, aquesta estampa es va difondre per Europa i en generà moltes noves versions a càrrec d'alguns dels principals artistes del 1900, com Rops, Rodin o Picasso.
En Images of the Floating World (Imatges del món flotant; 1978), de Richard Lane, aquest gravat se l'anomena Bussejadora i pops, de la sèrie Brots de pi jove (Kinoe no komatsu; 1814). Mathi Forrer, en Hokusai: Prints and Drawings (Hokusai: gravats i dibuixos; 1992), el titula Bussejadora de perles i dos pops, de Pins joves (Kinoe no komatsu), amb la mateixa data, 1814.
Aquesta xilografia es considera com un precursor del gènere de sexe tentacular, molt repartit dins el cinema d'animació i el còmic japonesos pornogràfics (hentai).